# Bniński Hrabia
Bniński – polski herb szlachecki, odmiana herbu Łodzia

## Opis herbu
Opis z wykorzystaniem zasad blazonowania, zaproponowanych przez Alfreda Znamierowskiego:
Na tarczy czterodzielnej w polach I i IV czerwonych oraz II i III złotych orzeł biały z tarczą na piersiach, obramowaną złotem, na której w polu czerwonym łódź złota.
Nad koroną hrabiowską trzy ukoronowane hełmy, każdy z klejnotem: nad środkowym pięć piór strusich, a na nich łódź jak w tarczy, nad skrajnymi orzeł biały z głową zwróconą w stronę środkowego hełmu.
Labry czerwone podbite złotem.
Tarczę podtrzymują z prawej lew, a z lewej gryf z głowami odwróconymi od tarczy.

## Najwcześniejsze wzmianki
Nadany z tytułem hrabiowskim 5 czerwca 1798 roku Łukaszowi Bnińskiemu przez Fryderyka Wilhelma III, w Królestwie Polskim herb potwierdzony w 1824.

## Herbowni
Herb ten, jako herb własny, przysługiwał jednej tylko rodzinie herbownych: Bnińskim.